# Épuration et répression à la libération en Belgique
 (juillet 2021).
Si vous disposez d'ouvrages ou d'articles de référence ou si vous connaissez des sites web de qualité traitant du thème abordé ici, merci de compléter l'article en donnant les références utiles à sa vérifiabilité et en les liant à la section « Notes et références ».
L'épuration menée en Belgique à l'issue de la Seconde Guerre mondiale recouvre les répressions exercées sur les individus et les organismes suspectés de s'être compromis dans une collaboration avec l'ennemi. Cette répression fut exercée par des institutions, des administrations ou des organisations en marge de toute démarche relevant du droit pénal belge.
Dans son acception la plus large, l'épuration peut recouvrir outre l'épuration, les repressions populaires ou juridiques en réponse aux comportements jugés inciviques durant l'après-guerre.

## L'épuration
En tant que justice administrative, l'épuration comporte différentes caractéristiques dont l'une des principales est le peu de poids accordé à la défense. La répression fut donc largement menée sur base d'une norme définie a posteriori, communément admise par un groupe jugeant que tel individu avait failli en regard de la norme implicite désormais portée par tous.
En Belgique, contrairement à la France ou aux Pays-Bas, l'épuration occupera une place relativement limitée en raison du fait que les tribunaux militaires se sont rapidement organisés et que ces derniers entendaient détenir le monopole de la répression tout en maintenant à l'écart la Résistance plus encline aux jugements sommaires.
Au sein des institutions, des entreprises d'état, des ministères, se constituent cependant des Conseils d'épuration ou des commissions spéciales chargées d'étudier le comportement de leur personnel à l'égard de l'occupant durant les années de guerre.
Un arrêté-loi parait dès le 8 mai 1944 pour en définir les contours en lui donnant un premier cadre juridique. Les fonctionnaires suspectés sont suspendus de leur fonction pour une durée de six mois en attendant que leur dossier soit étudié par une commission spéciale. Dans les administrations publiques belges, 10 659 fonctionnaires furent concernés. 7 278 recevront la sanction la plus lourde : ils seront démis et leur nom transmis à l'auditorat militaire. Les partis politiques, les syndicats, les collèges communaux, tous furent concernés par ce souhait d'épuration.

## La répression de la collaboration
L'épuration ne doit pas être confondue avec la « répression populaire », d'une part, ni la « répression judiciaire » d'autre part.

### La répression populaire extra-judiciaire
La « répression populaire » fut principalement menée par d'anciens résistants dès les premières heures de la libération en vue de se venger du comportement incivique ou de la traîtrise de certains individus. C'est dans ce cadre également que les femmes suspectées de s'être offertes aux allemands furent, ici ou là, tondues sur la place publique.

### La répression judiciaire
La répression quant à elle est une réponse juridique à la collaboration. Déjà depuis Londres, Walter Ganshof van der Meersch avait défini un cadre juridique pour cette répression de la collaboration. Il supervisera seul les auditorats militaires et les conseils de guerre qui passeront de 4 avant-guerre à 134 immédiatement après. Cette répression s'appuie quant à elle sur le droit pénal les sanctions allant de simples amendes, à des peines de prison voire à la peine de mort. Les condamnés perdaient également une série de droit civiques et pour 3156 d'entre eux jusqu'à leur nationalité.
Entre le 18 septembre 1944 et le 31 décembre 1949, 405 067 dossiers seront ouverts pour incivisme par les parquets militaires mais l'auditeur général décide de ne pas poursuivre les 58 784 travailleurs forcés du Service du travail obligatoire. Dans plus de 80 % des cas restants, l'auditorat militaire refusera de poursuivre. Seules 58 140 personnes seront poursuivies et 53 005 condamnées.
Sur les 1202 personnes condamnées à mort à la suite d'un débat contradictoire et les 1693 condamnées également à mort mais par contumace, seules 242 d'entre elles seront effectivement exécutées.